# Acestridium triplax
Acestridium triplax är en fiskart som beskrevs av Rodríguez och Roberto Esser dos Reis 2007. Acestridium triplax ingår i släktet Acestridium och familjen Loricariidae. Inga underarter finns listade i Catalogue of Life.